# Ducat
|  | Aquest article tracta sobre els territoris assignats a un duc. Si cerqueu la peça monetària, vegeu «ducat (moneda)». |

Un ducat és un territori, feu, o domini governat per un duc o duquessa. Alguns ducats eren sobirans en àrees que es convertirien en regnes unificats només durant l'edat contemporània (com Alemanya i Itàlia). En contrast, altres eren districtes subordinats d'aquells regnes que unificaven o parcialment o completament durant l'edat mitjana (com Anglaterra, França, i Espanya). El terme s'utilitza gairebé exclusivament sobre Europa.
Tradicionalment, un gran ducat, com Luxemburg, era generalment independent i sobirà. Els ducats sobirans eren comuns al Sacre Imperi Romanogermànic i àrees de parla alemanya. Al Regne de França existiren un cert nombre de ducats durant el període medieval. La reina Elisabet II del Regne Unit encara reclama el títol medieval francès de Duc de Normandia, i això proporciona la situació jurídica de les Illes Anglonormandes com Dependències de la Corona. Altres ducats francesos importants incloïen Borgonya, Bretanya, i Aquitània.
Els ducats arrel del Regne Franc Oriental (en alemany: Stammesherzogtum, literalment "ducat tribal") estaven associats amb el Regne Franc i es corresponien amb les àrees d'assentament de les tribus germàniques. Formaren els nuclis dels grans estats feudals que comprenia el Sacre Imperi Romanogermànic. Aquests eren Schwaben, Bayern i Sachsen en temps previs a l'Imperi Carolingi, als quals s'afegiren Franken i Lothringen en temps postcarolingis. On el duc s'anomenava herzog.
En l'Anglaterra medieval, els territoris de Lancashire i Cornualla foren ducats, amb certs poders acumulats pels seus ducs. El ducat de Lancaster fou creat el 1351 però es tornà a fusionar amb la Corona britànica quan, el 1399, el duc, Henry Bolingbroke ascendí al tron com Enric IV d'Anglaterra. Avui dia el ducat de Lancaster sempre pertany al sobirà. El Ducat de Cornualla es creà el 1337 i fou possessió successivament dels ducs de Cornualla que eren també hereus al tron. Avui dia el ducat de Cornualla pertany a l'hereu del sobirà vigent, si n'hi ha: torna a la Corona en absència d'un hereu clar, i es confereix automàticament a l'hereu al seu naixement. Aquests ducats avui han perdut el seu paper polític (encara que hi ha una disputa en curs sobre l'estatus de Cornualla), però generen la renda privada dels seus detentors.
Durant les Guerres de les Roses, el Duc de York feu una entrada reeixida a la ciutat de York, merament no reclamant gens de mal i el seu dret de posseir "el seu ducat de York". Els ducats feudals que constituïren el patró per Anglaterra s'absorbiren de llavors ençà a la Família Reial. Excepte Cornualla i Lancaster, els ducats són titularitat reial i no inclouen propietats de terra. Els dominis ducals no reials estan associats a la propietat del títol de duc, però això se significa com la propietat privada del duc, sense uns altres privilegis feudals adjunts.
Recentment els ducats territorials s'han tornat rars; la majoria dels títols de duc conferits als darrers pocs segles han estat d'un caràcter purament simbòlic. Cap ducat independent no existeix avui, amb l'excepció de Luxemburg, que és un país independent formalment anomenat un gran ducat.

## Exemples
A continuació hi ha una relació d'alguns ducats existents a Europa (vigents o desapareguts).

### Gran ducats
- Gran Ducat de Finlàndia
- Gran ducat de Hesse-Darmstadt
- Gran Ducat de Lituània
- Gran Ducat de Luxemburg
- Gran Ducat de Toscana

### Ducats a Àustria, Alemanya, Itàlia i els Països Baixos
- Arxiducat d'Àustria
- Ducat de Baviera
- Ducat de Brabant
- Ducat de Caríntia
- Ducat de Ferrara
- Ducat de Francònia
- Ducat de Gueldre
- Ducat de Limburg
- Ducat de Lorena
- Ducat de Baixa Lorena
- Ducat de Luxemburg
- Ducat de Màntua
- Ducat de Milà
- Ducat de Mòdena
- Ducat de Parma
- Ducat de Savoia
- Ducat de Saxònia
- Ducat de Spoleto
- Ducat de Suàbia

### Ducats a Anglaterra
- Ducat de Cornualla

### Ducats a França
- Ducat d'Anjou
- Ducat d'Aquitània
- Ducat de Berry
- Ducat de Borbó
- Ducat de Bretanya
- Ducat de Borgonya
- Ducat de Normandia
- Ducat d'Orleans

### Ducats a Polònia
- Gran Ducat de Varsòvia

### Ducats a Espanya
- Ducat de Mandas y Villanueva

### Altres ducats actuals o històrics
- Ducat de Limburg
- Ducat de Gascunya
- Ducat d'Atenes